# Миа Беговић
Миа Беговић (Трпањ, ФНР Југославија, 11. јануар 1963) је југословенска и хрватска глумица.
Њена сестра Ена Беговић (1960—2000) такође је била позната глумица.

## Улоге
| Год.       | Назив                         | Улога              |
| ---------- | ----------------------------- | ------------------ |
| 1985.      | Етер                          |                    |
| 1985.      | Антиказанова                  |                    |
| 1986.      | Од злата јабука               | Мађарица Рената    |
| 1986.      | Херој улице (ТВ)              | Дијана             |
| 1986.      | Лијепе жене пролазе кроз град |                    |
| 1986.      | Мала привреда (ТВ)            | Јованова љубавница |
| 1988.      | Азра                          |                    |
| 1988.      | У средини мојих дана          | Гардеробијерка     |
| 1989.      | Птице небеске (серија)        |                    |
| 1989.      | Најбољи                       | Дина               |
| 1990.      | Неуништиви                    | Медицинска сестра  |
| 1990.      | Шкољка шуми                   |                    |
| 1990.      |                               | млада Италијанка   |
| 1991.      | Дјевојчице са шибицама (ТВ)   | Сестра 2           |
| 2001.      | Анте се враћа кући (ТВ)       | Нада               |
| 2002.      | Серафин, свјетионичарев син   | Гувернанта         |
| 2002.      | Генералов царски осмијех      |                    |
| 2005.      | (серија)                      | Хелена Јурак       |
| 2005.      | Забрањена љубав (серија)      | Барбара Дрмић      |
| 2006.      | Тата и зетови (серија)        | Равиојла           |
| 2008.      | Печат (серија)                |                    |
| 2007-2008. | Понос Раткајевих (серија)     | Софиа Валковски    |
| 2008.      | Закон љубави (серија)         | Паулина Папић      |